# Brouwerij Constenoble
Brouwerij Constenoble, soms ook Costenoble, is een voormalige brouwerij te Esen, actief van 1835 tot 1980. De gebouwen zijn opgenomen in de inventaris onroerend erfgoed

## Geschiedenis
De brouwerij is opgericht in 1835 door Louis Nevejan. Alois Constenoble kocht deze over in 1882. De brouwerij en vooral de gewelfde kelders zijn door de plaatselijke bevolking gebruikt als schuilkelders bij de aanvang van de Eerste Wereldoorlog. De gebouwen zijn vervolgens door de Duitse bezetter als gevangenis gebruikt tijdens het beleg van Diksmuide. Een aanzienlijk aantal mensen overleefde de erbarmelijke omstandigheden van deze gevangenis niet. In 1921 werden de gebouwen met de oorspronkelijke stenen herbouwd op de intacte kelders. In 1980 is in de gebouwen een nieuwe brouwerij opgestart, Brouwerij De Dolle Brouwers.

### Ontstaan en vroege geschiedenis (1835 - 1882)
De brouwerij werd in 1835 gesticht door dokter Louis Nevejan, die naast zijn medische praktijk ook interesse had in bierbrouwen. De locatie in Esen, was strategisch gekozen vanwege de aanwezigheid van kwalitatief en hoogwaardig grondwater, een essentieel ingrediënt voor het brouwen van goed bier. Onder Nevejan groeide de brouwerij uit tot een belangrijke speler in de regionale bierproductie. De brouwerij produceerde voornamelijk traditionele bieren die populair waren bij de lokale bevolking.

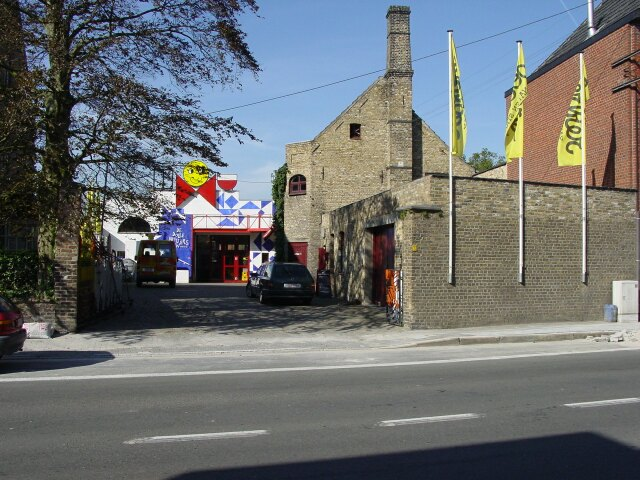
Ingang De Dolle Brouwers

### Periode onder Alois Costenoble (1882 - 1927)
in 1882 nam Alois Costenoble de brouwerij over. Costenoble, een ondernemer met een passie voor bier, moderniseerde de brouwerij en breidde de productie uit. Onder zijn leiding werd de brouwerij een begrip in de streek. Costenoble introduceerde nieuwe brouwtechnieken en zorgde ervoor dat de brouwerij kon concurreren met andere regionale brouwerijen. De brouwerij bleef actief tot 1927, waarna de activiteiten werden stopgezet vanwege economische moeilijkheden en de opkomst van grotere industriële brouwerijen.

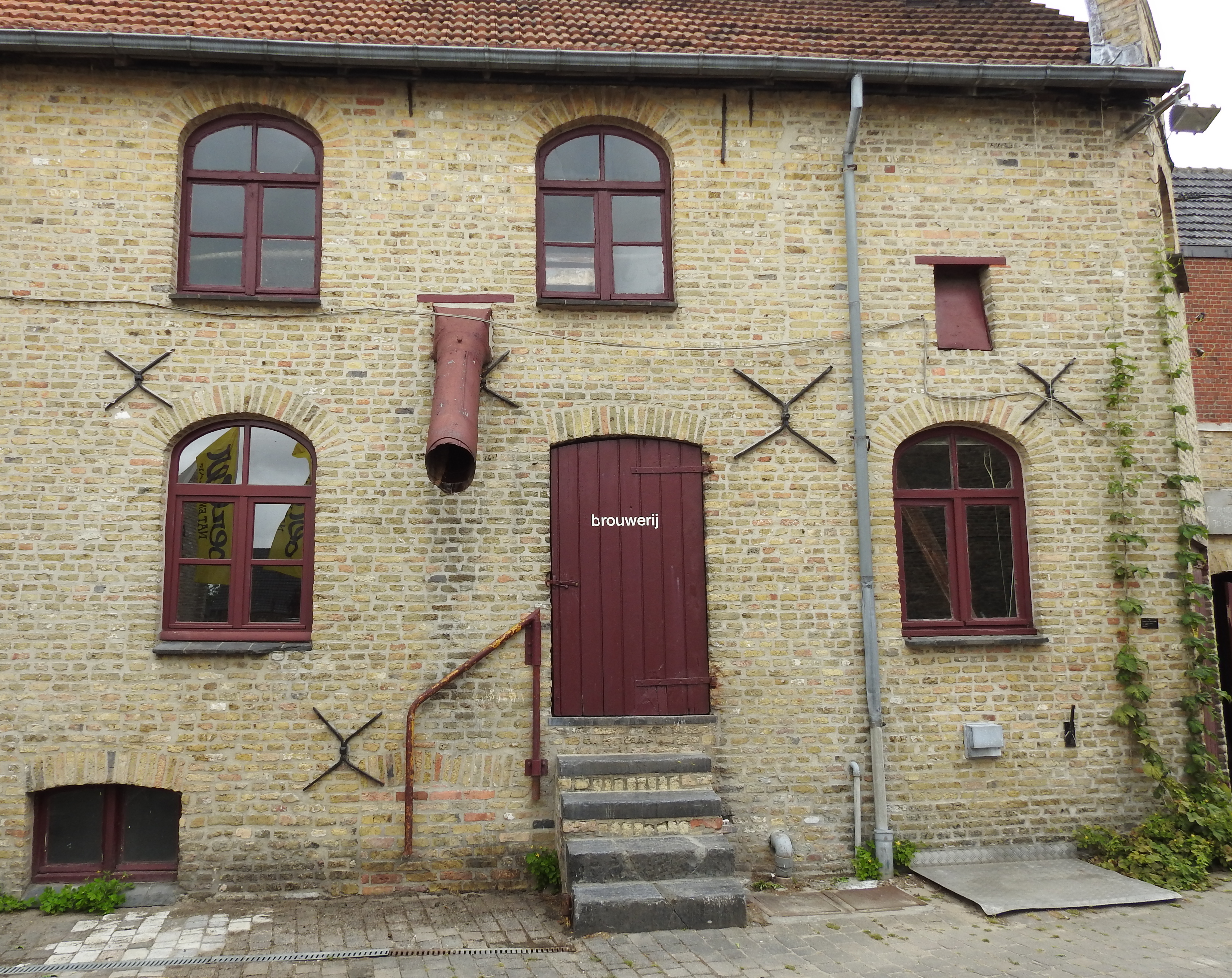
De brouwerij, Dolle Brouwers

### Verval en herontdekking (1927 - 1980)
Na de sluiting in 1927 raakte de brouwerij in verval. De gebouwen werden gebruikt voor andere doeleinden en de brouwerij verdween langzaam uit het collectief geheugen. In de jaren 1970 ontstond er echter een hernieuwde interesse in ambachtelijke bierbrouwen, mede dankzij de opkomst van de speciaalbierbeweging in België. Dit leidde tot de herontdekking van de historische brouwerij in Esen.

### Heropleving door De Dolle Brouwers (1980 - heden)
In 1980 werd de brouwerij overgenomen door 'De Dolle Brouwers', een groep bierenthousiastelingen die oorspronkelijk bekend stonden als 'De Dolle Dravers'. Deze wielerclub, bestaande uit de broers Kris en Jo Herteleer, Dirk Coussée en Bernard Veranneman. Hun clubhuis was een klein huisje dat vroeger dienst deed als duivenhok en later als washuis. De naam 'De Dolle Brouwers' ontstond uit hun passie voor zowel wielrennen als de regionale biercultuur. Wat begon als hobbybrouwers, ontwikkelde zich snel tot een van de meest iconische ambachtelijke brouwerijen van België. De productie is stabiel rond de 1200 hectoliter per jaar.

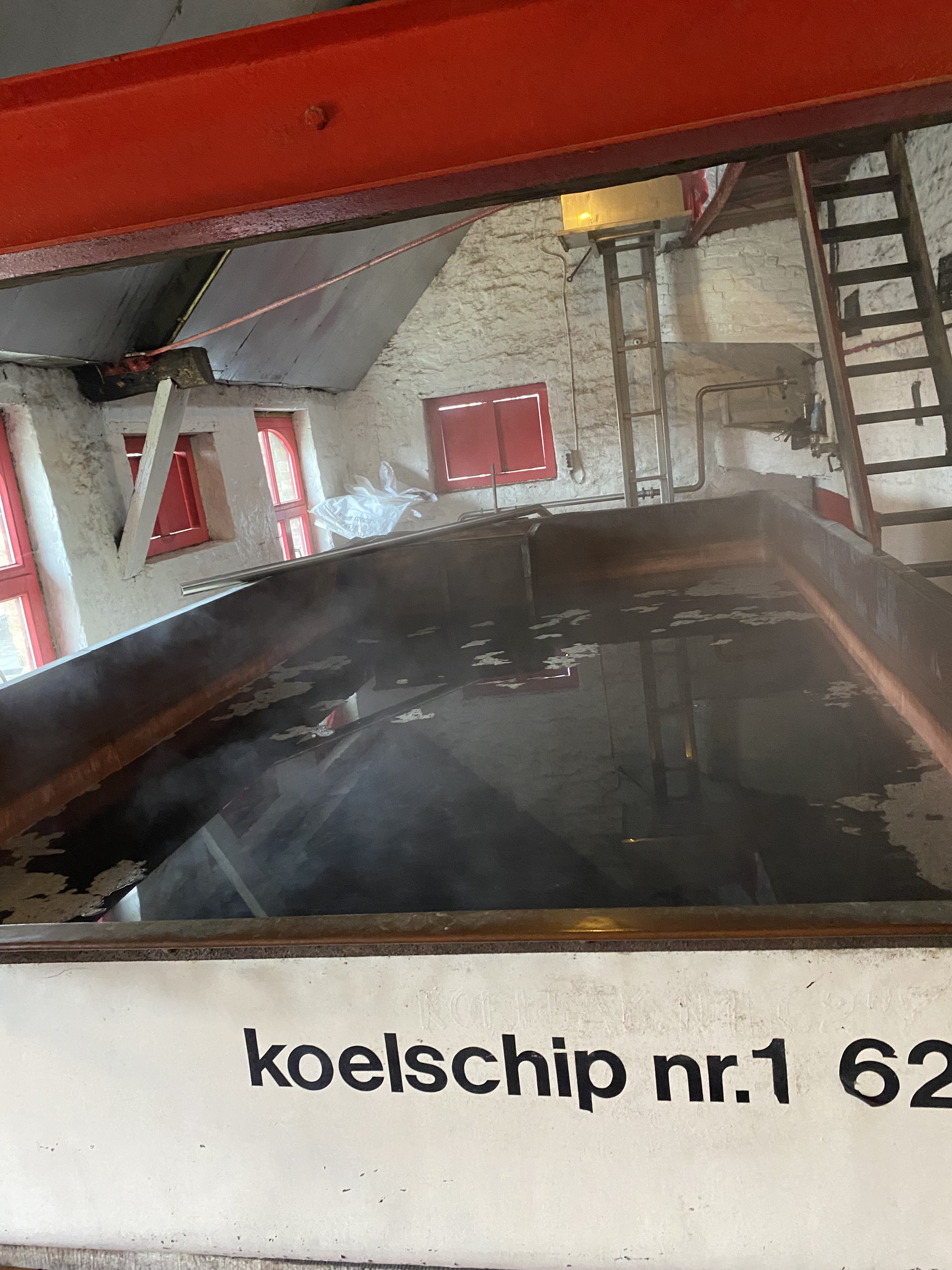
De dolle lambic fermenter

De Dolle Brouwers staan bekend om hun unieke bieren, zoals Oerbier, Arabier en Stille Nacht die gebrouwen worden volgens traditionele methoden. De brouwerij in Esen werd omgedoopt tot 'Specialiteitsbierbrouwerij Esen' en groeide uit tot een belangrijk centrum voor ambachtelijke bierproductie in België.

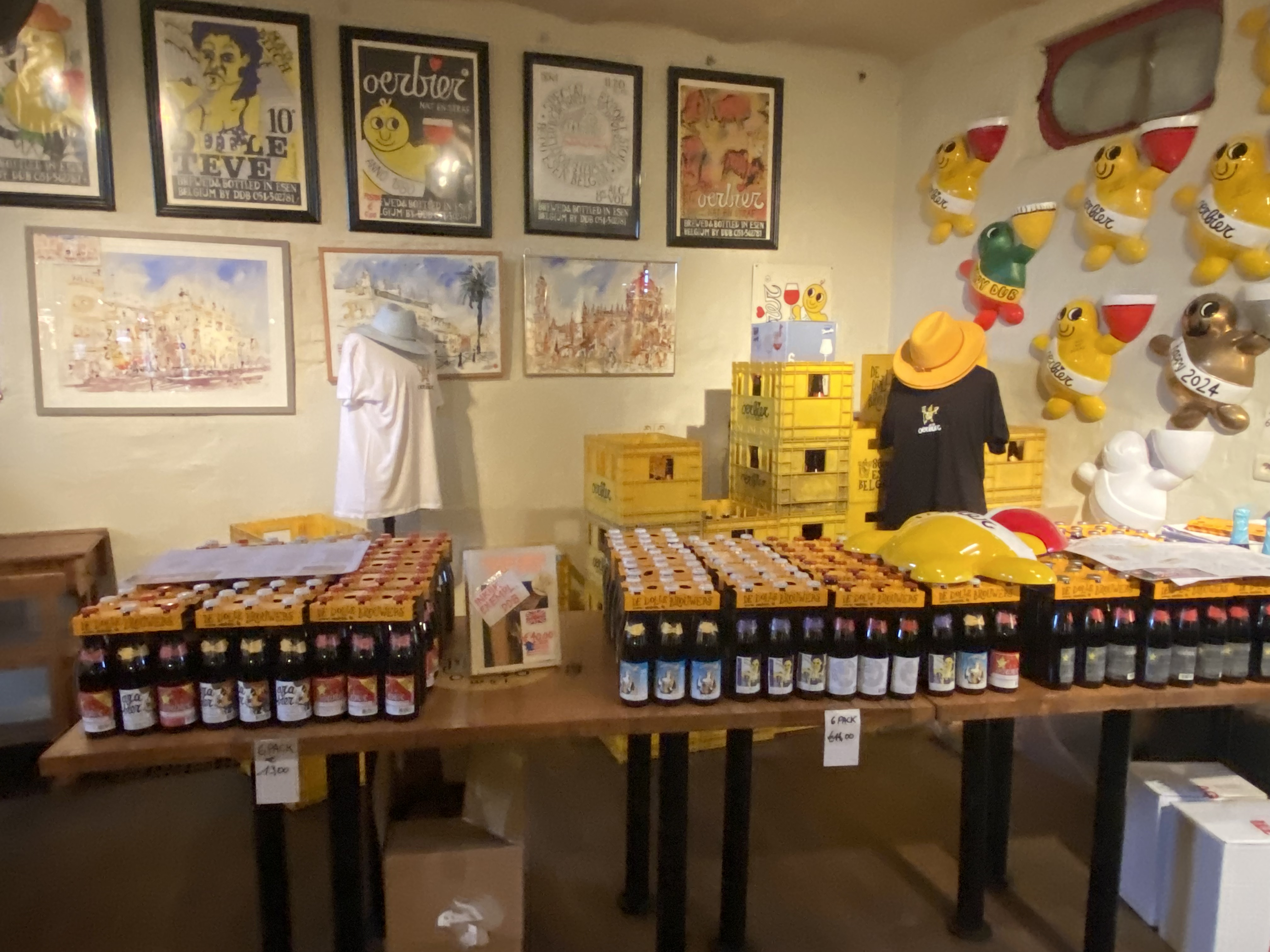
Assortiment van de Dolle Brouwers

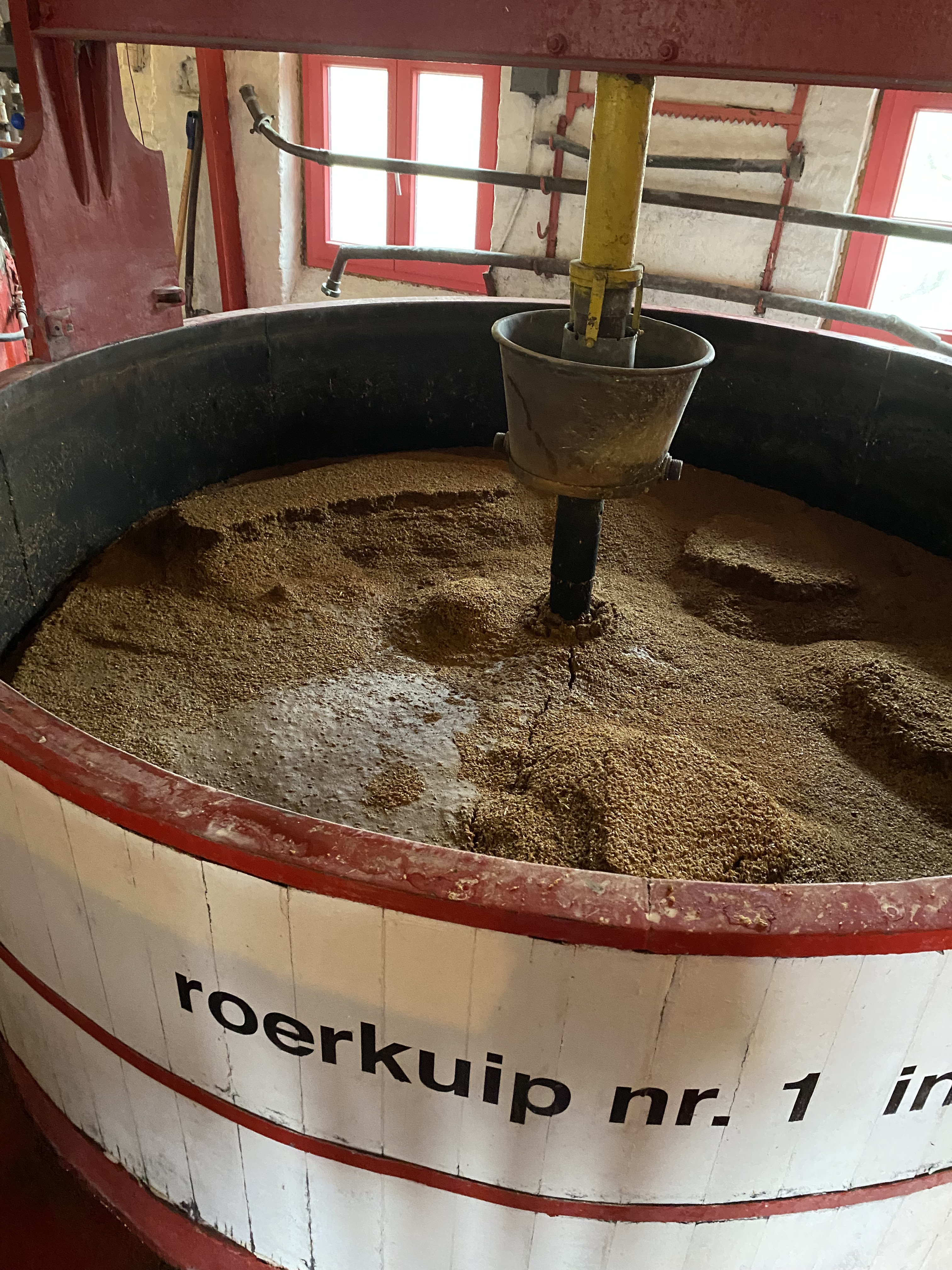
De dolle mash tun

De Dolle Brouwers hebben de brouwerij omgevormd tot een toeristische trekpleister, waar bezoekers het brouwproces kunnen volgen en proeven van ambachtelijke bieren. De brouwerij is ook bekend om haar jaarlijkse evenementen, zoals de 'Brouwersdag', waar bierliefhebbers uit binnen- en buitenland samenkomen om de rijke biercultuur te vieren. Dit evenement heeft bijgedragen aan de hernieuwde populariteit van ambachtelijke bier in België en daarbuiten. 
Een van de meest opvallende kenmerken van De Dolle Brouwers is hun toewijding aan traditionele brouwmethoden. Ze gebruiken bijvoorbeeld een open gistingssysteem en werken met natuurlijke ingrediënten, wat resulteert in bieren met een uniek karakter en diepe smaakprofielen. Hun oerbier, een robuust en complex bier, wordt beschouwd als een van de beste ambachtelijke bieren van België.
De brouwerij heeft ook een belangrijke educatieve rol. Tijdens rondleidingen en evenementen delen de brouwers hun kennis over het brouwproces en de geschiedenis van de brouwerij, waardoor bezoekers een dieper inzicht krijgen in de ambachtelijke biercultuur.

## Architectuur en gebouwen
De gebouwen van Brouwerij Costenoble zijn een belangrijk voorbeeld van 19e-eeuwse industriële architectuur in België. De brouwerij werd oorspronkelijk gebouwd in een traditionele stijl, met bakstenen muren en houten balken. Tijdens de modernisering onder Alois Costenoble werden nieuwe Technologieën geïntegreerd, zoals stoommachines en metalen tanks. Vandaag de dag zijn delen van de originele structuur bewaard gebleven, waaronder de mouterij en de brouwzaal. Deze gebouwen zijn beschermd als industrieel erfgoed vanwege hun historische en architecturale waarde. 

## Erfgoed en betekenis
De geschiedenis van Brouwerij Costenoble is een belangrijk onderdeel van het cultureel erfgoed van Esen en de bredere regio. De brouwerij staat symbool voor de rijke biercultuur in België en de evolutie van ambachtelijk bierbrouwen. De overname door De Dolle Brouwers heeft ervoor gezorgd dat de traditie van de brouwerij voortleeft en dat de lokale biercultuur blijft bloeien.
De brouwerij wordt ook erkend als een belangrijk onderdeel van het Vlaams brouwerijerfgoed en de gebouwen zijn beschermd als monument van industrieel erfgoed. 

## Galerij

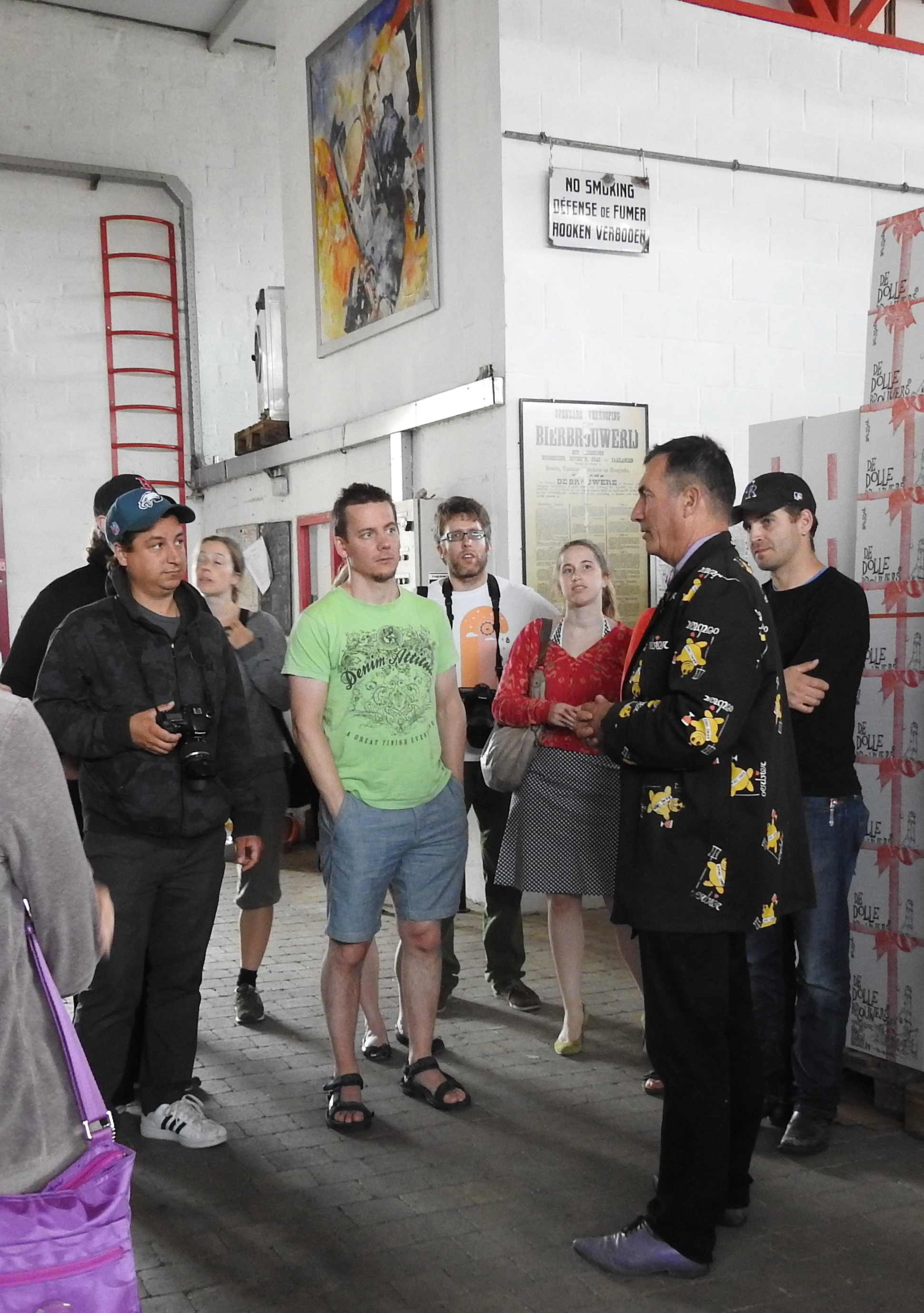
De dolle Kris Herteleer
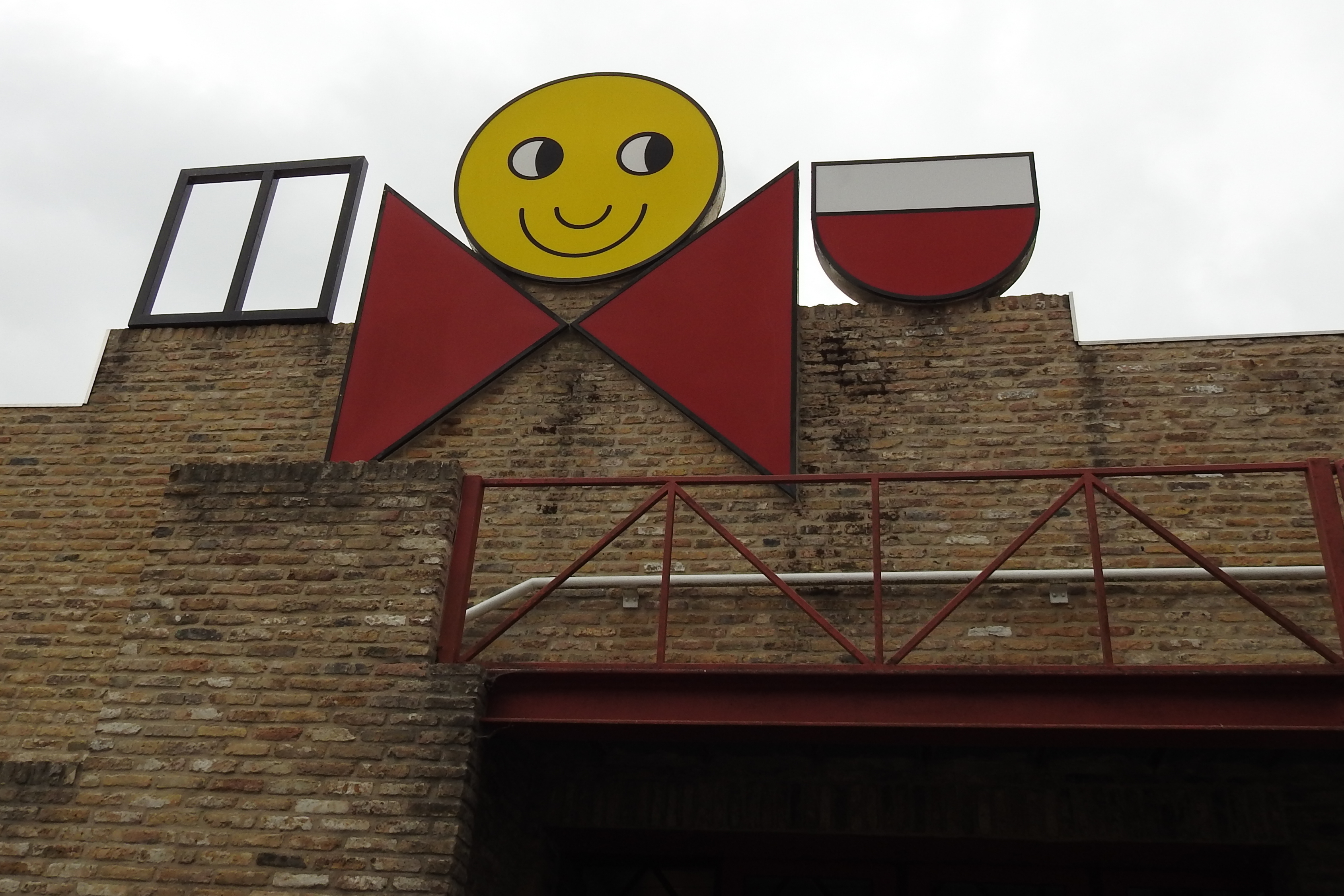
De dolle warehouse front
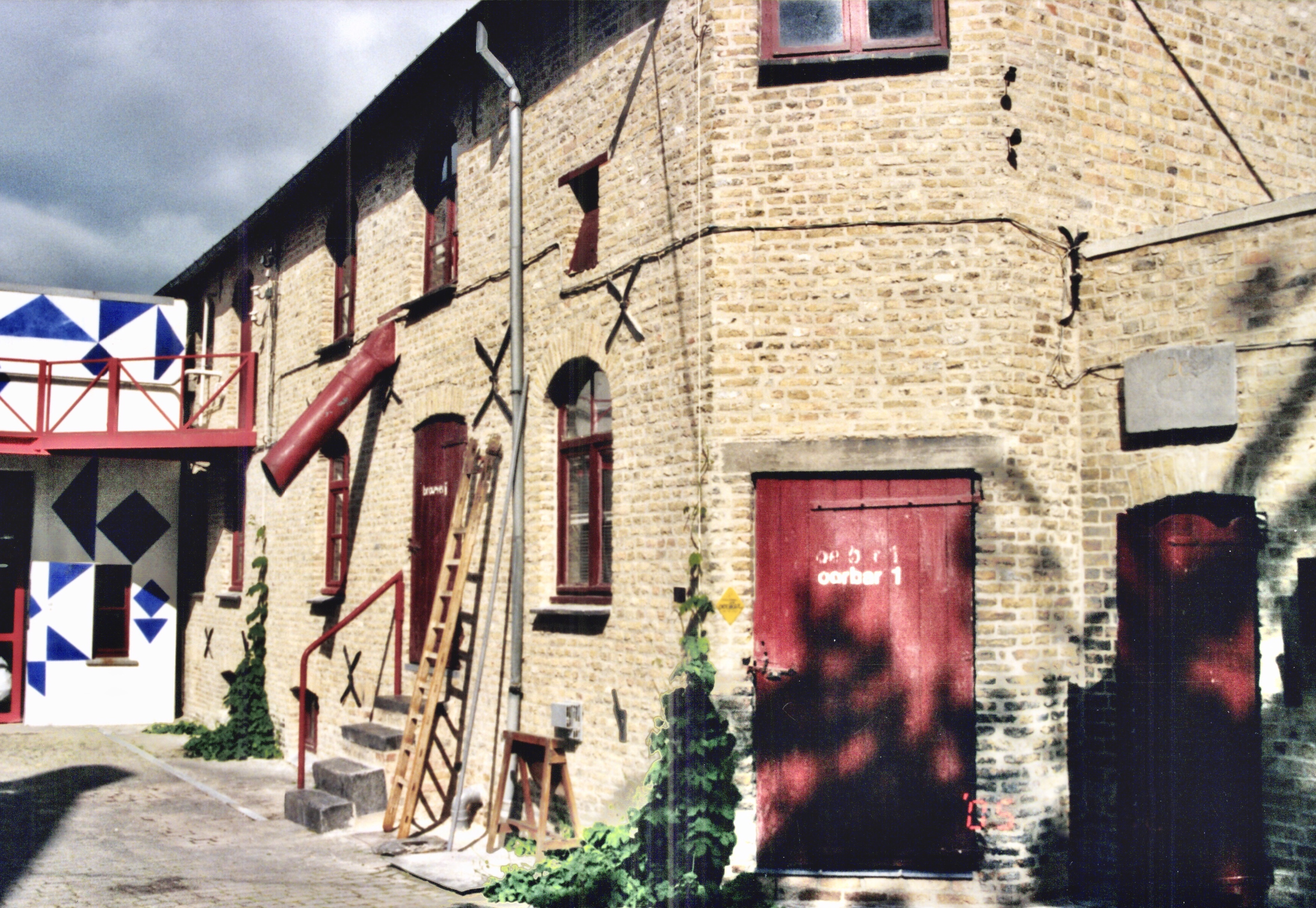
Heropgebouwde brouwerswoning en brouwerij Constenoble
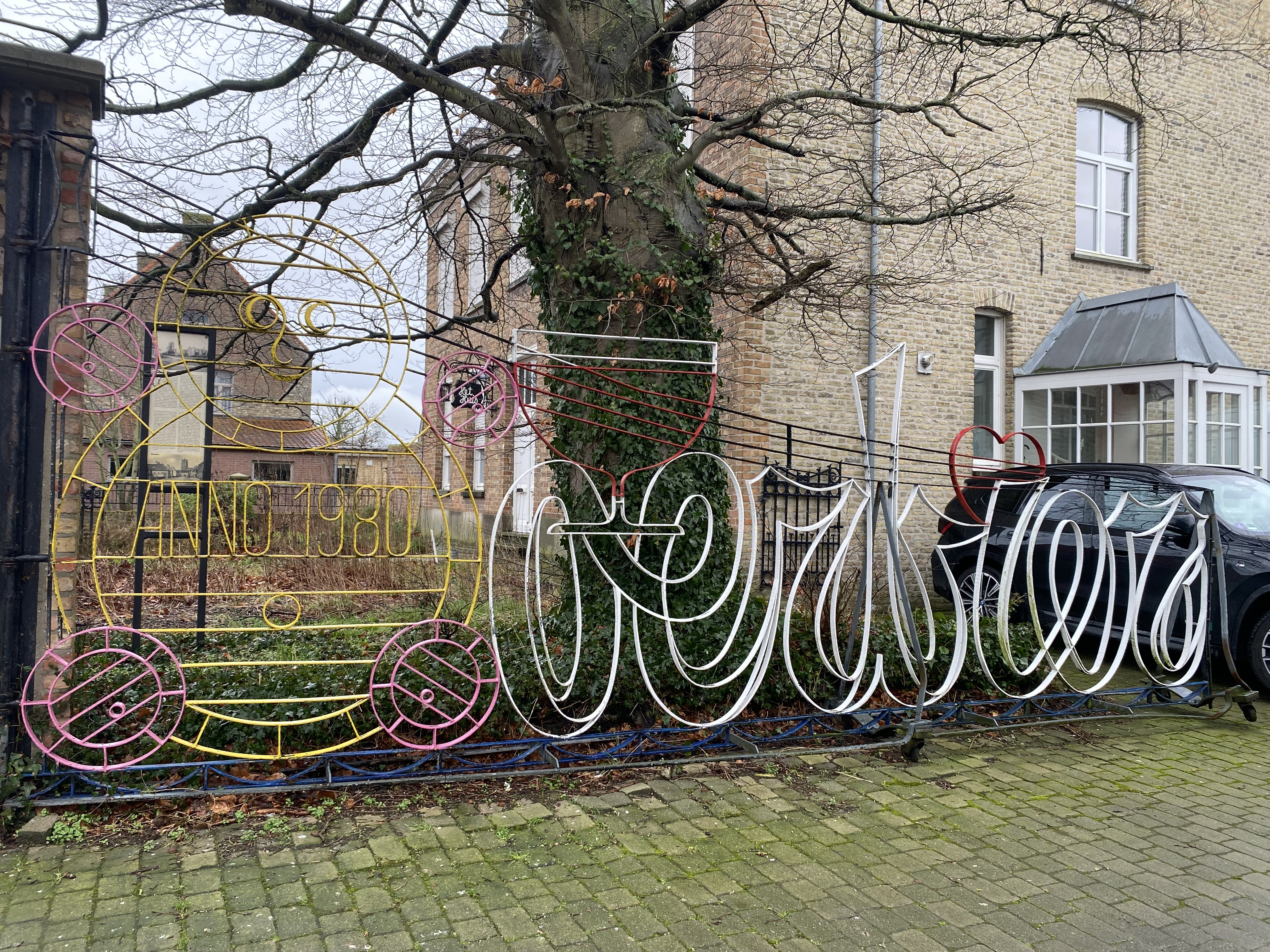
De dolle driveway
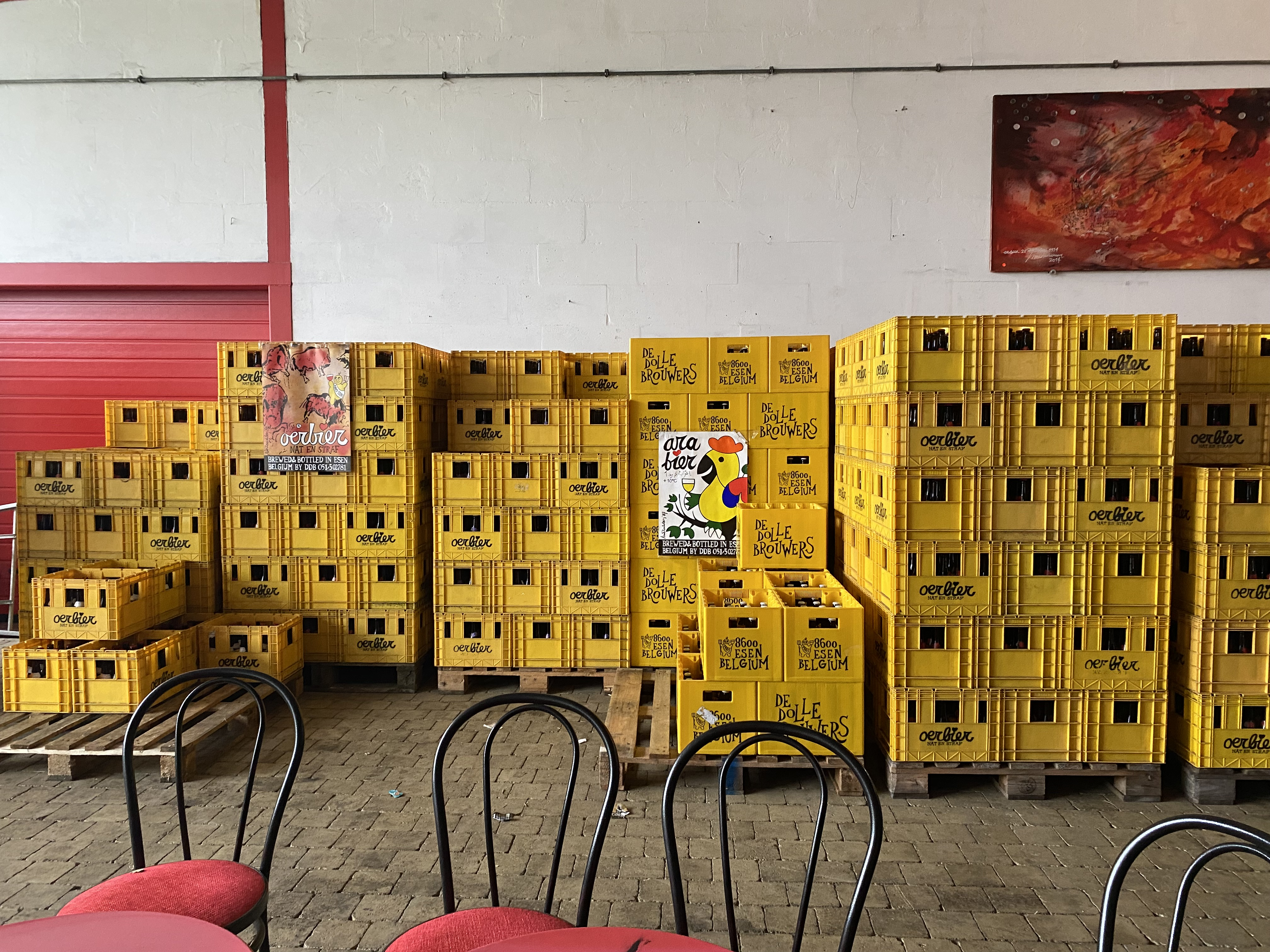
Bakken bier De dolle brouwers
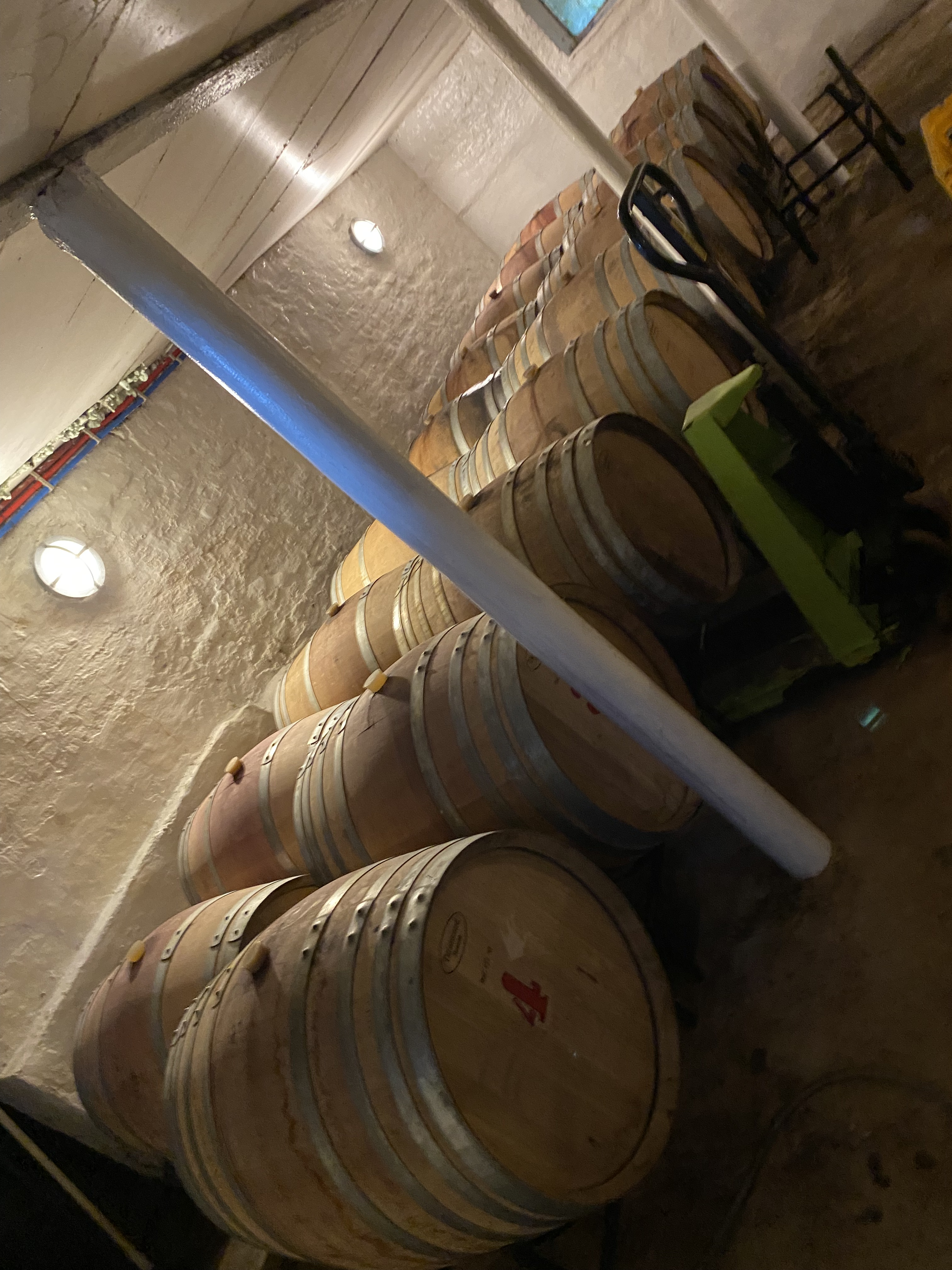
Houten vatten rijping bier
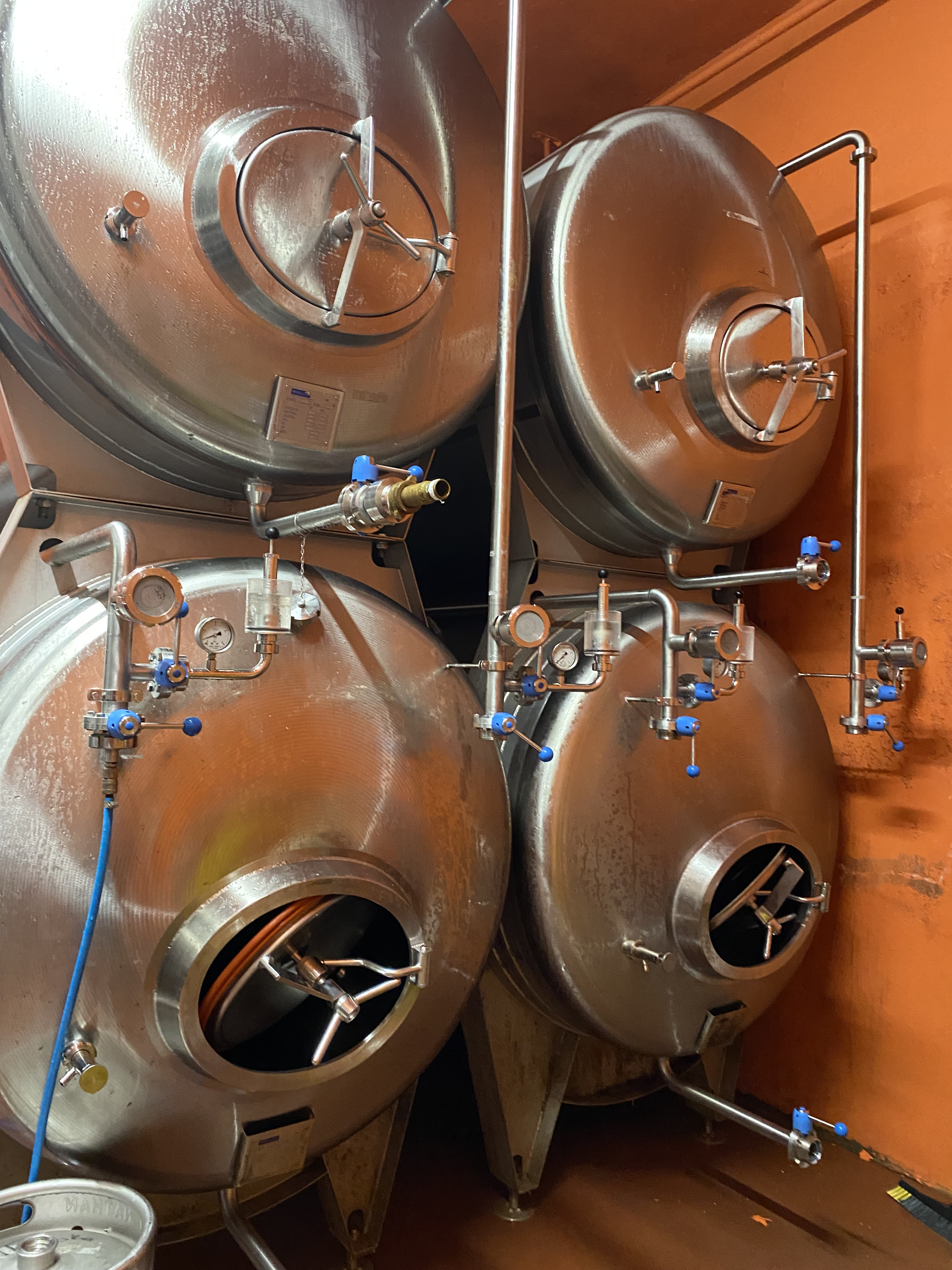
Vatten bier De dolle brouwers
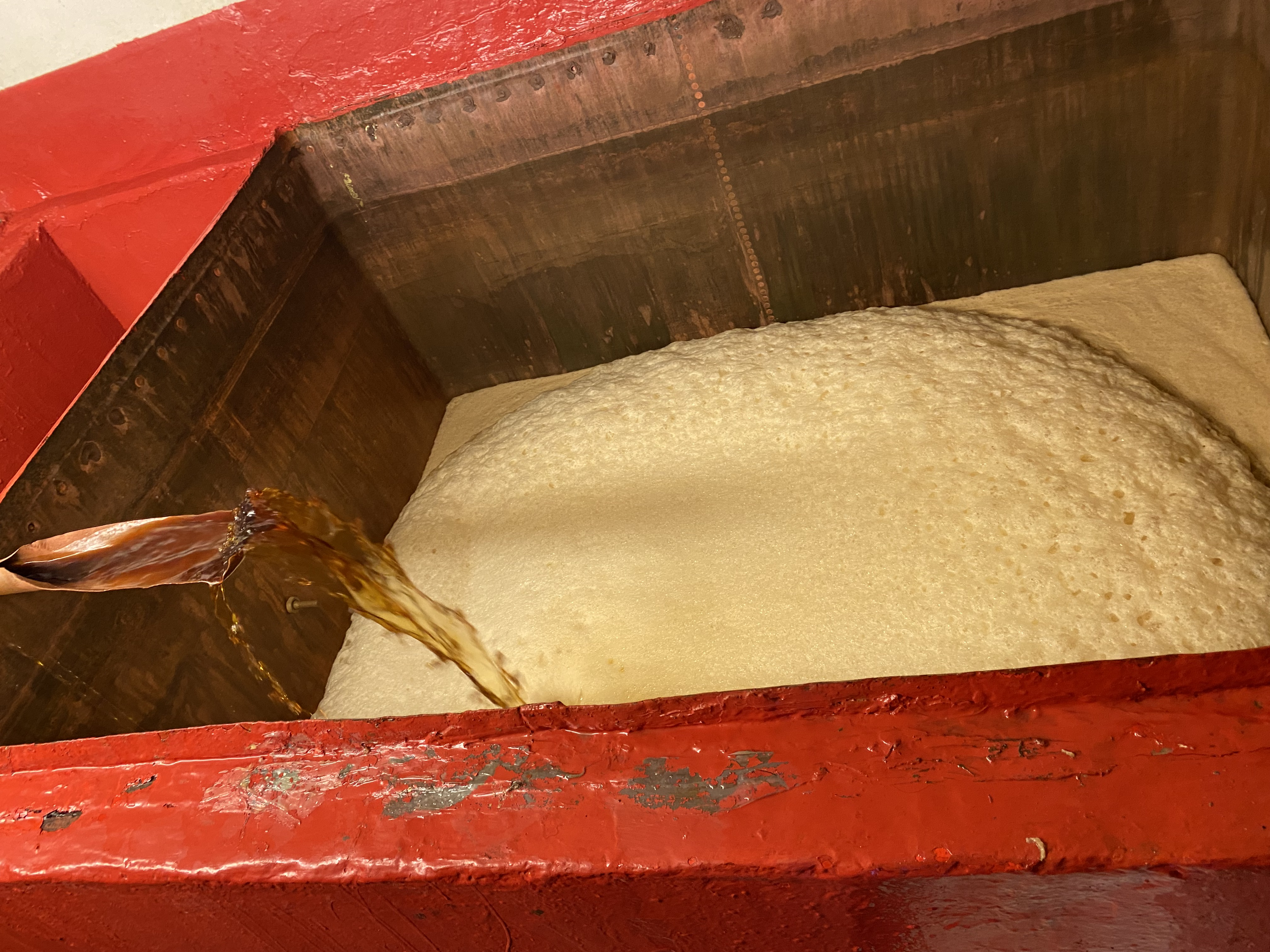
Bier De dolle brouwers
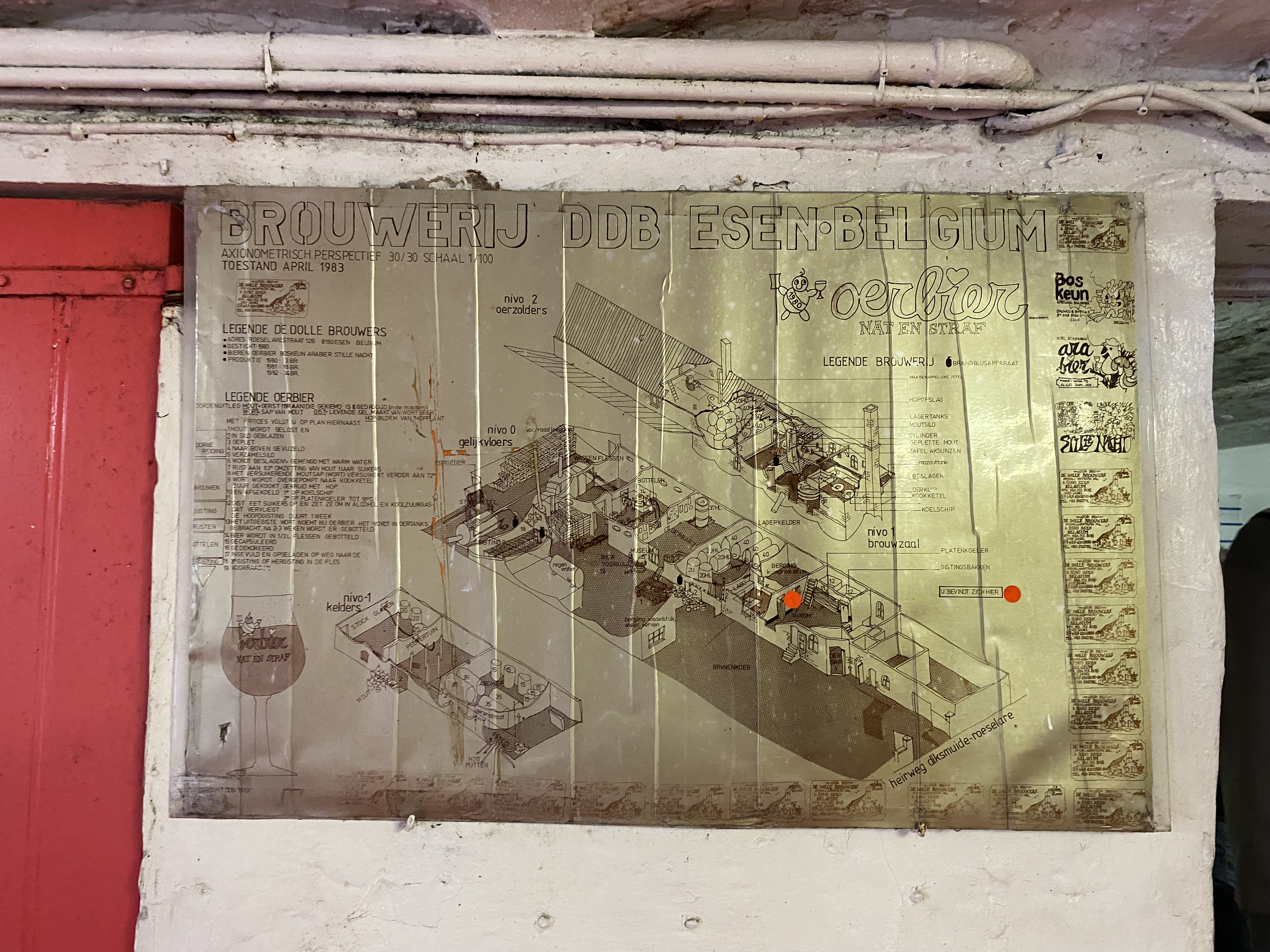
Brouwerij De dolle brouwers
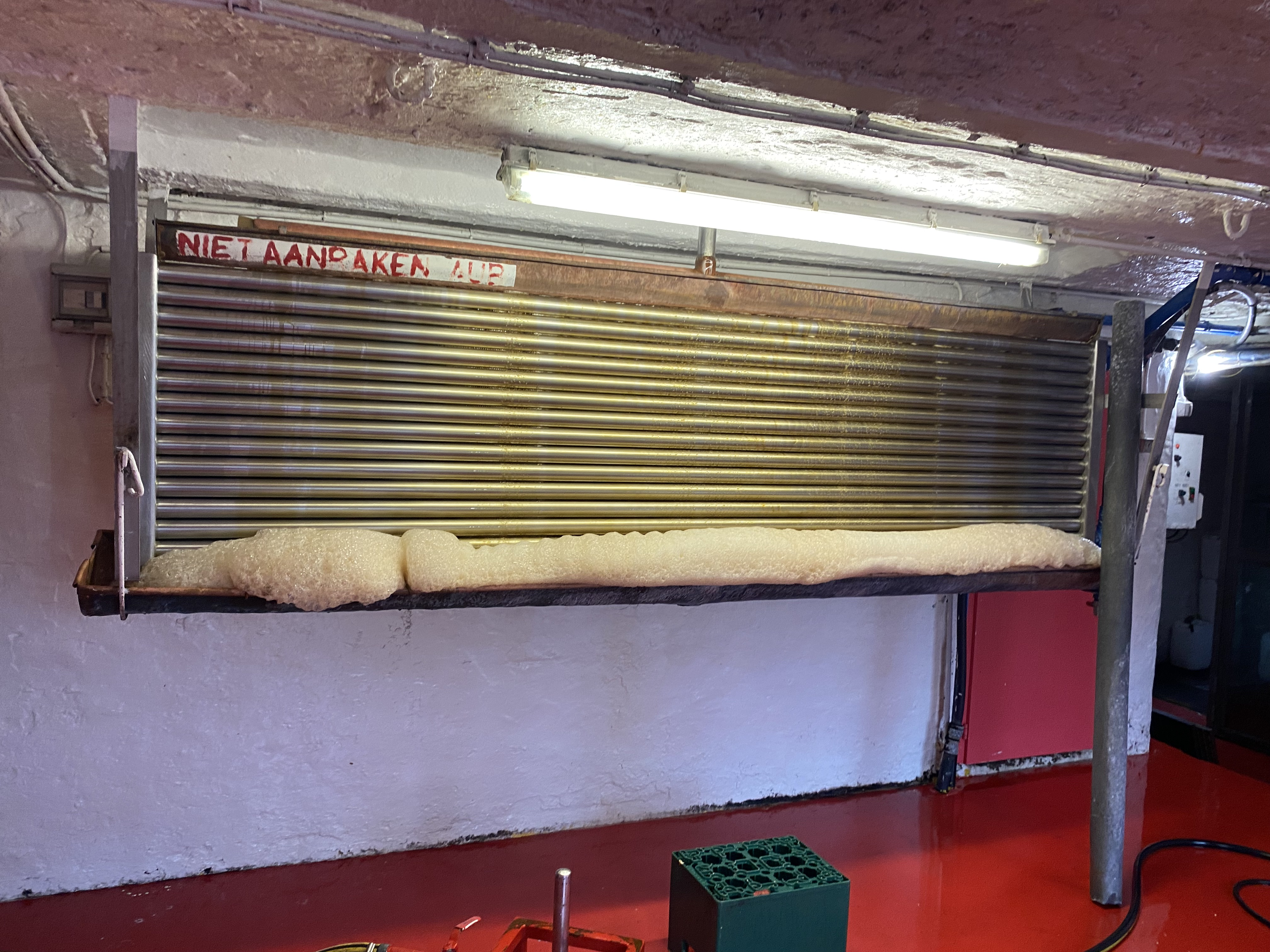
Heropgebouwde brouwerij
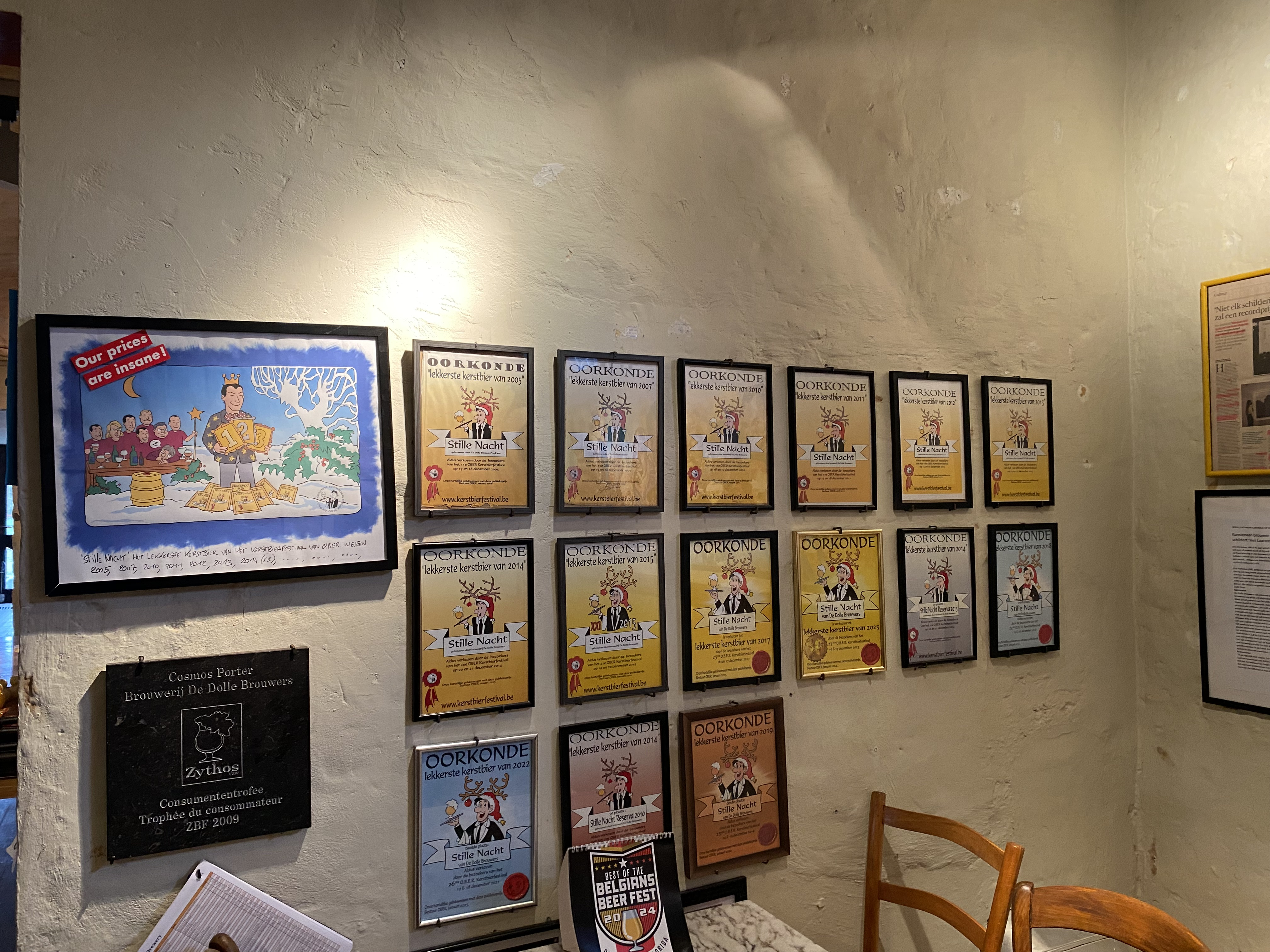
Cartoons gemaakt door De dolle brouwers
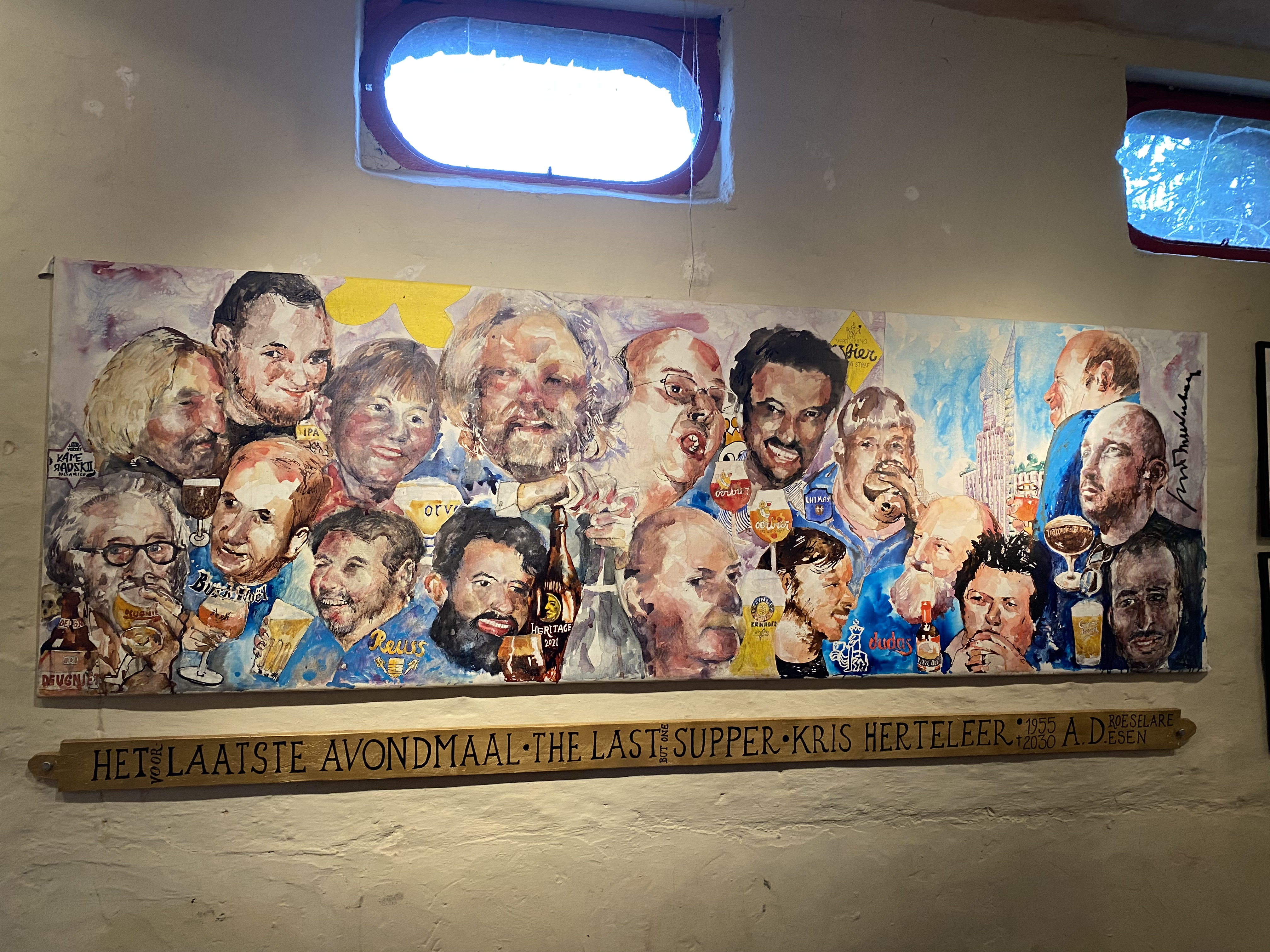
Cartoon, De dolle brouwers
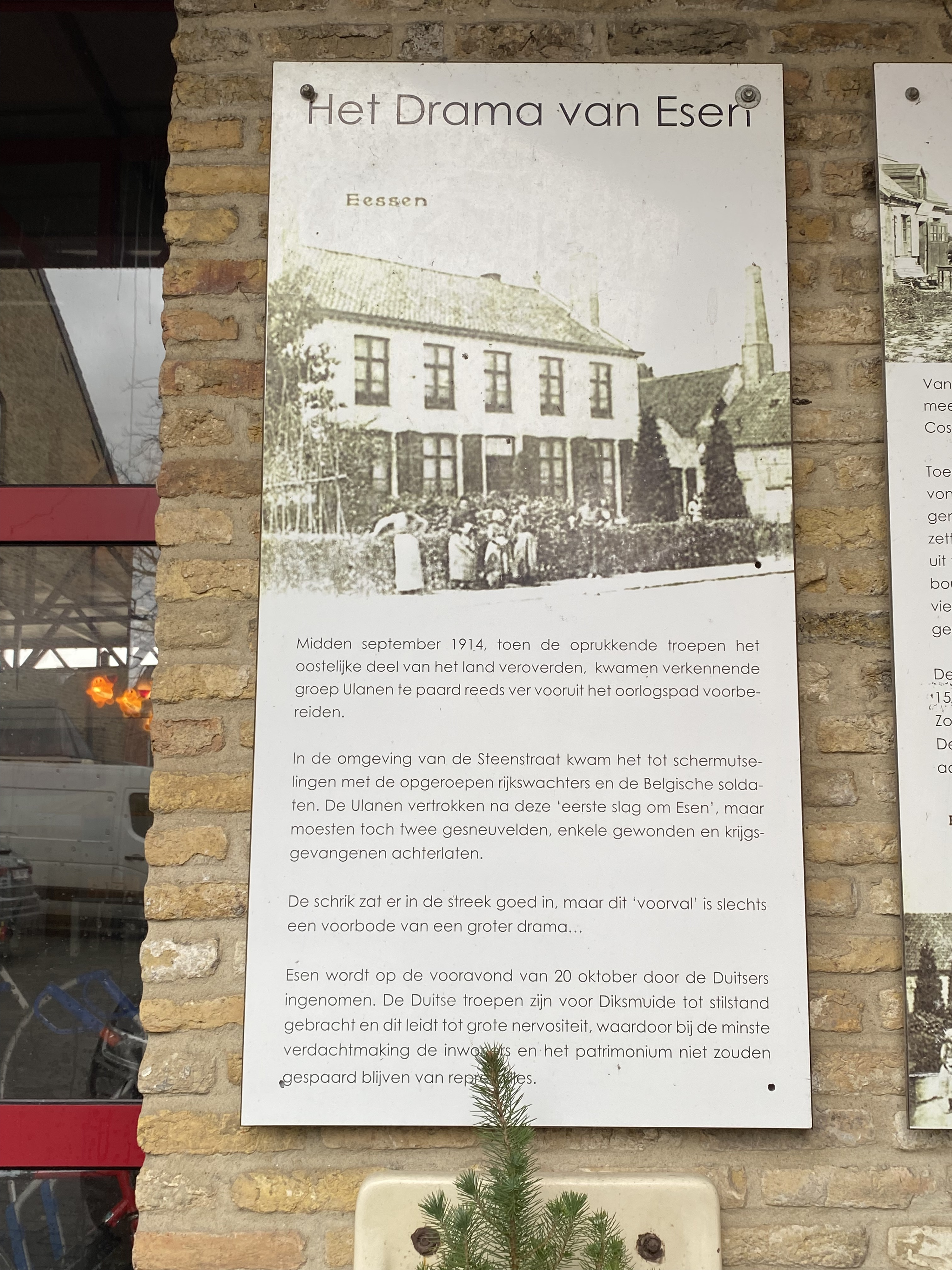
Het drama van Esen
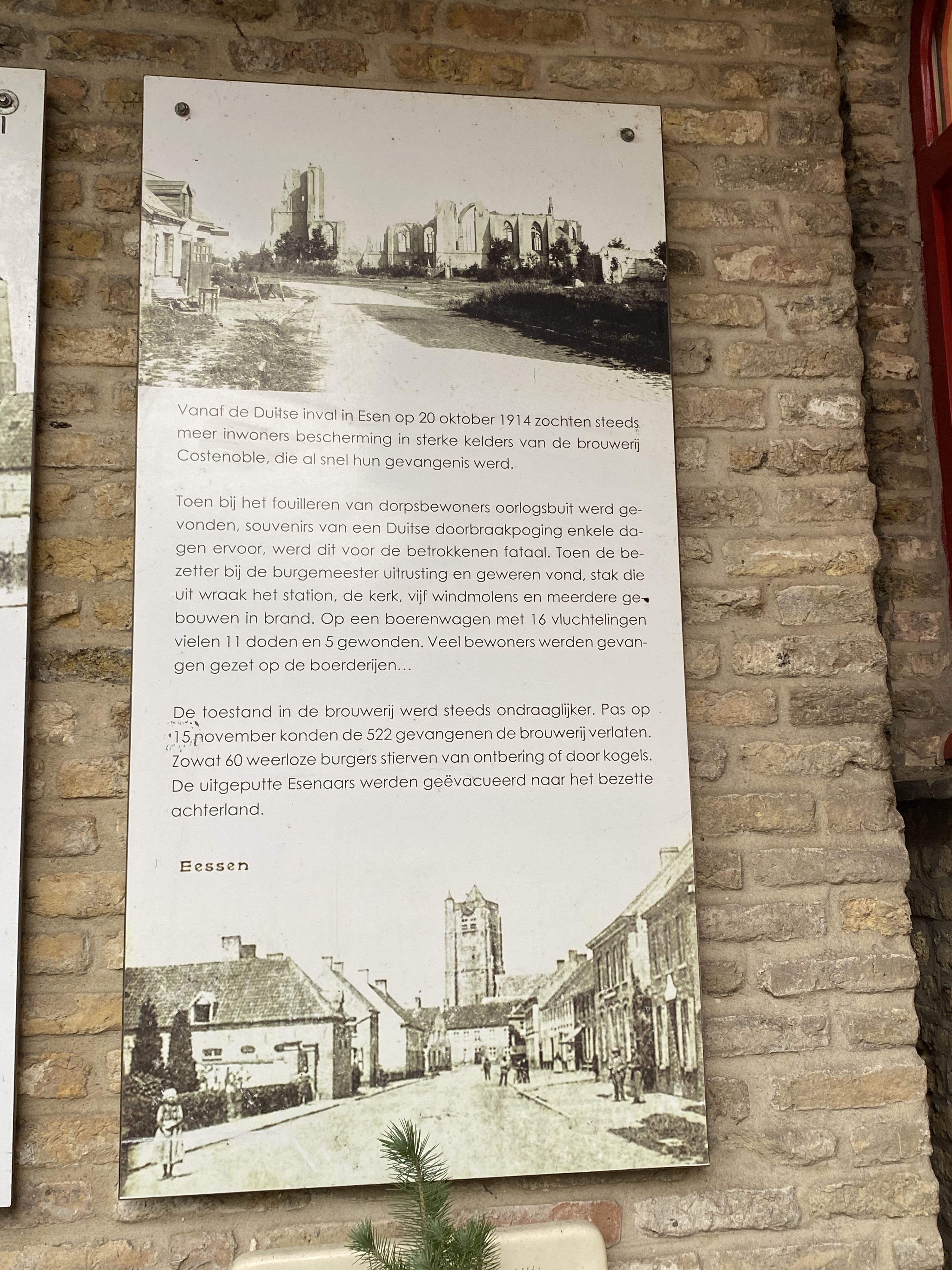
Het drama van Esen part 2
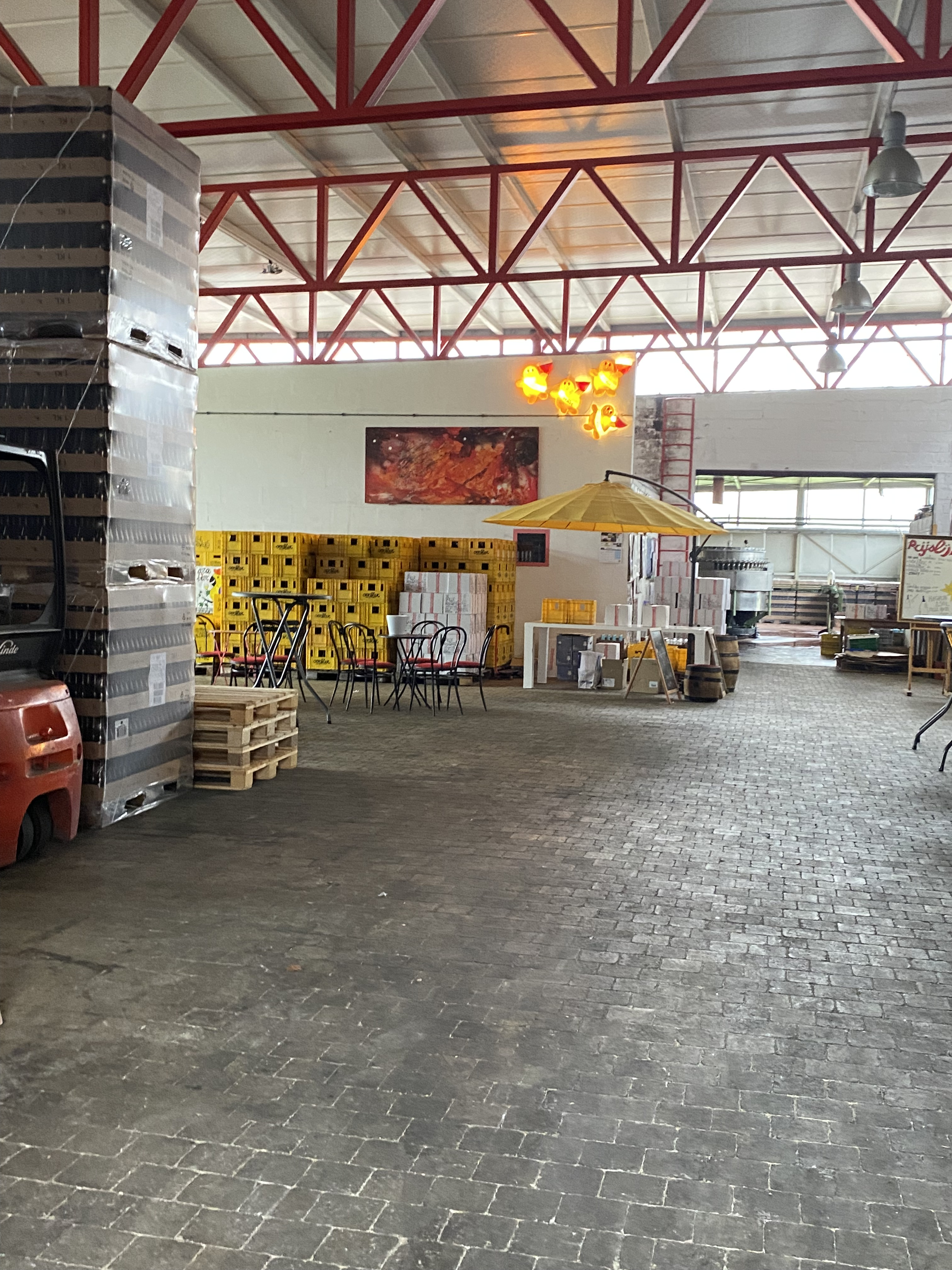
Opslag De dolle brouwers
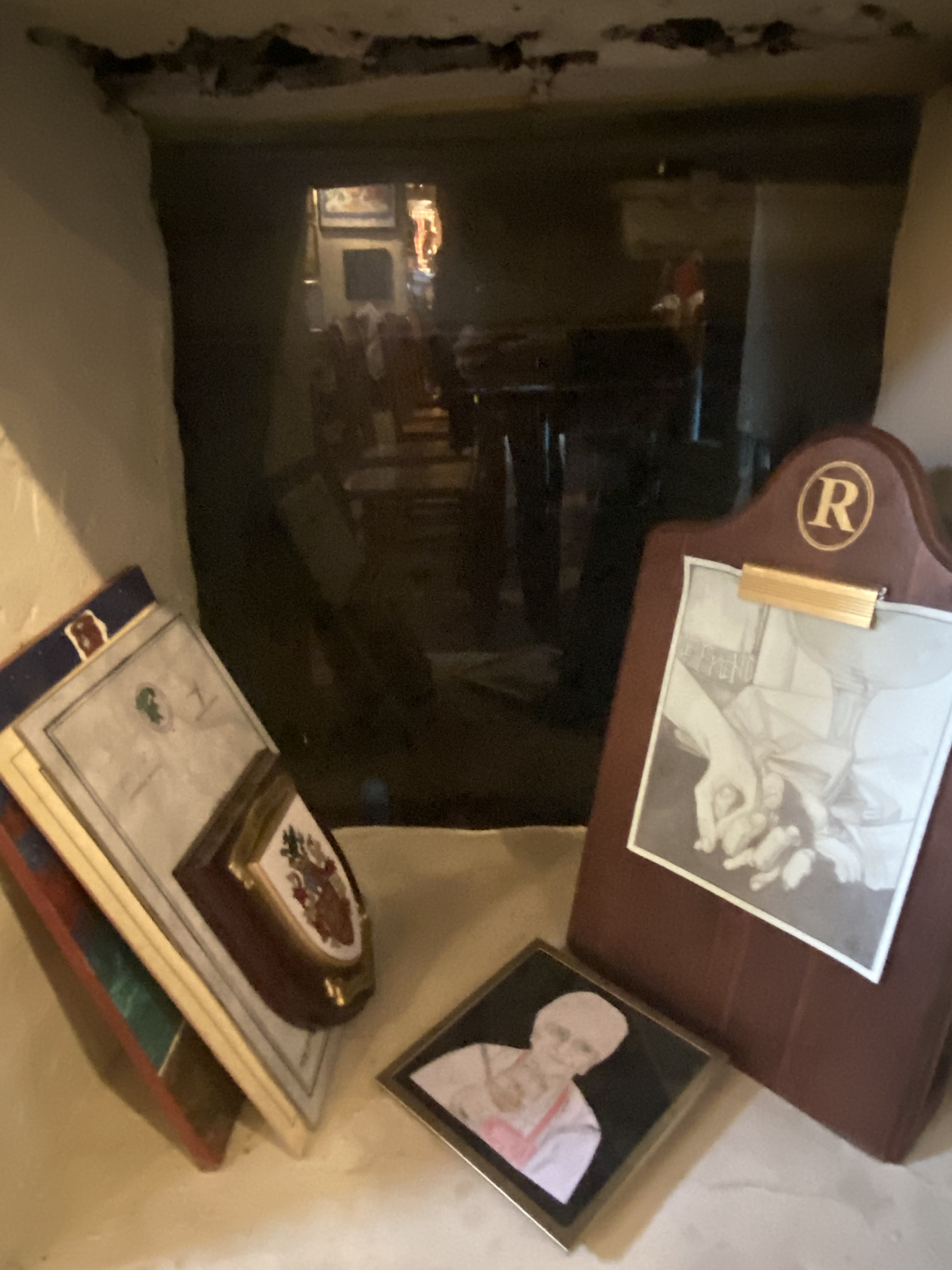
Stukje geschiedenis De dolle brouwers.
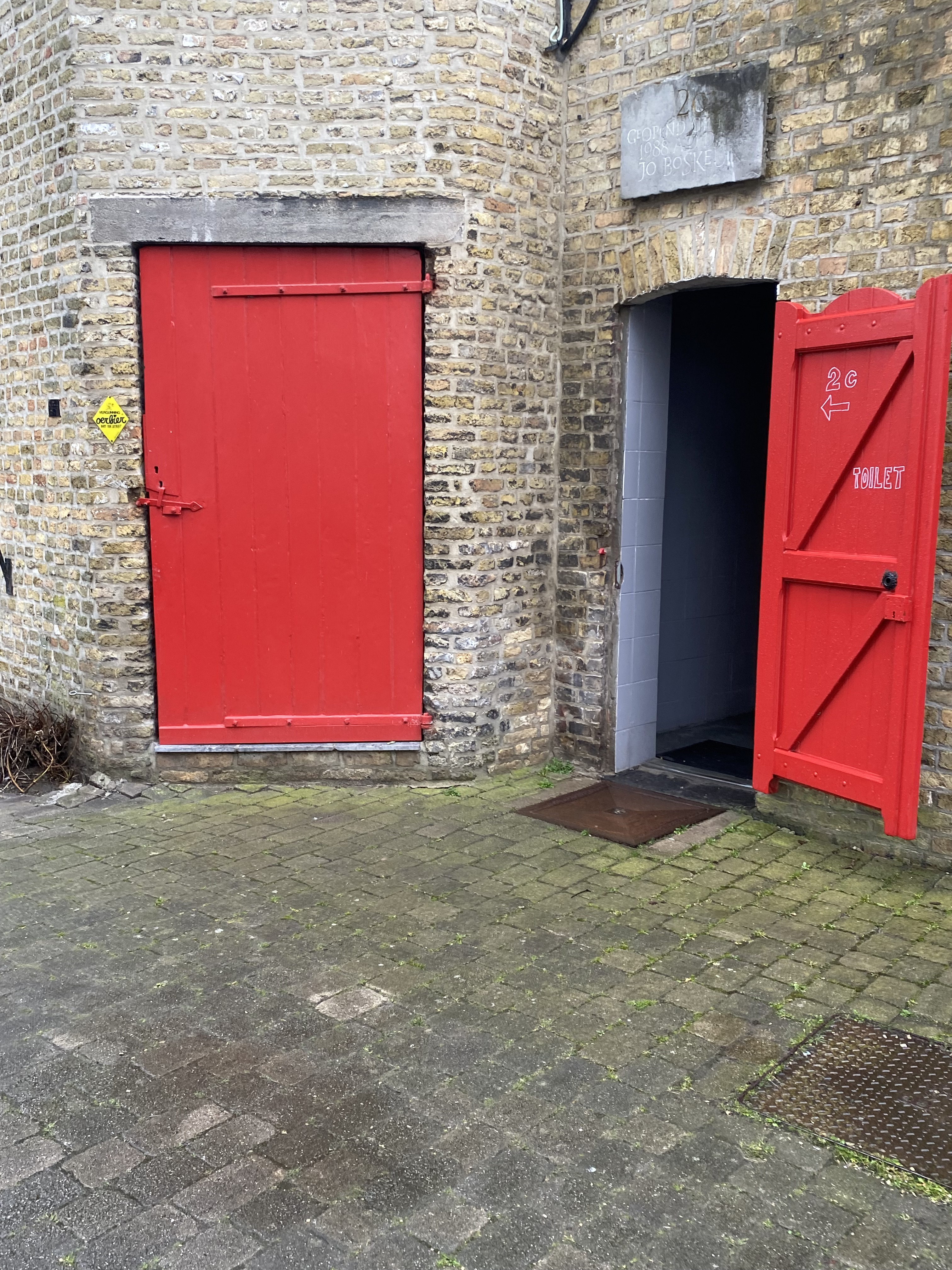
Ingang brouwerij De dolle brouwers
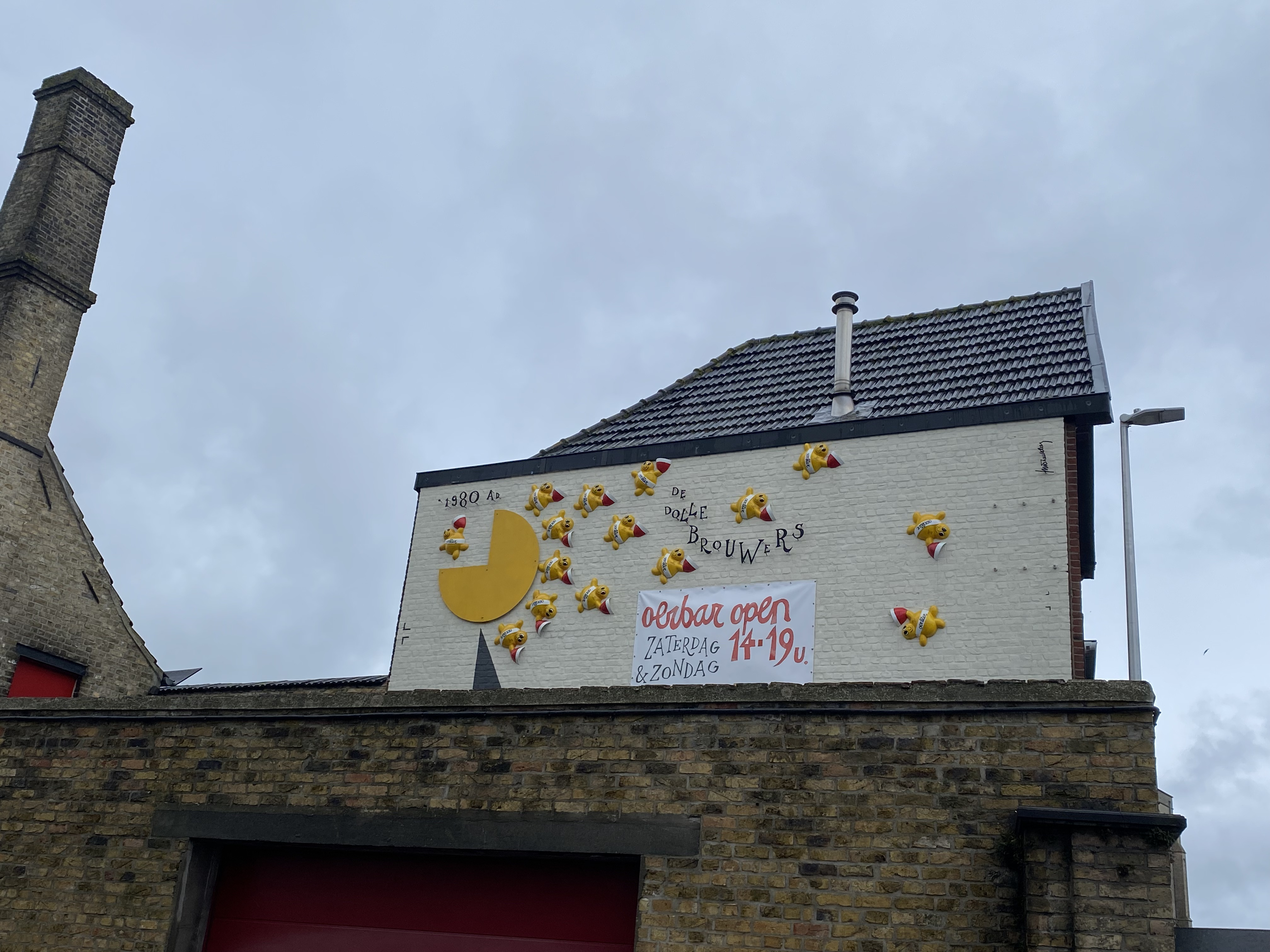
Voorkant Dolle brouwers.
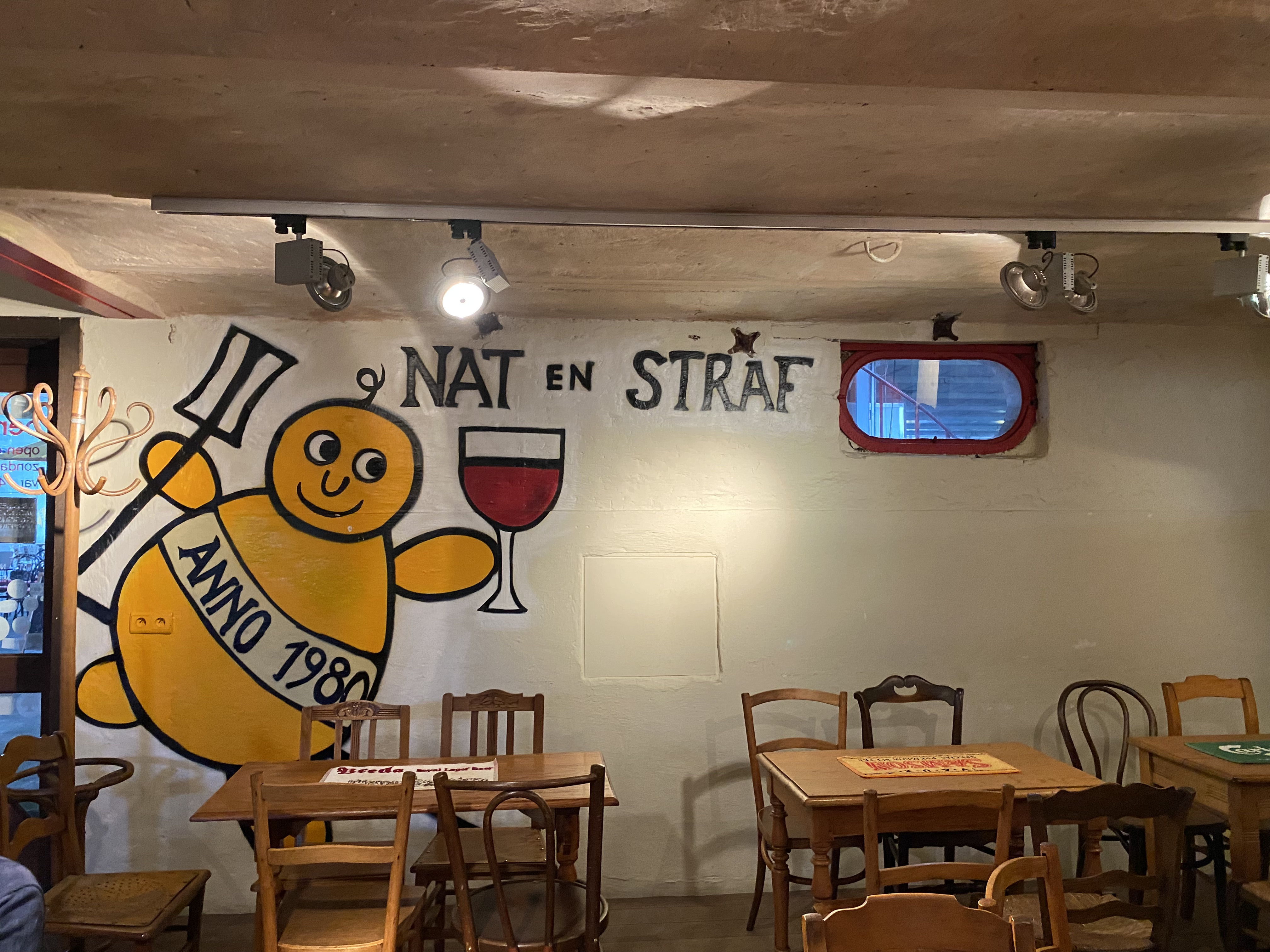
Cartoon in café
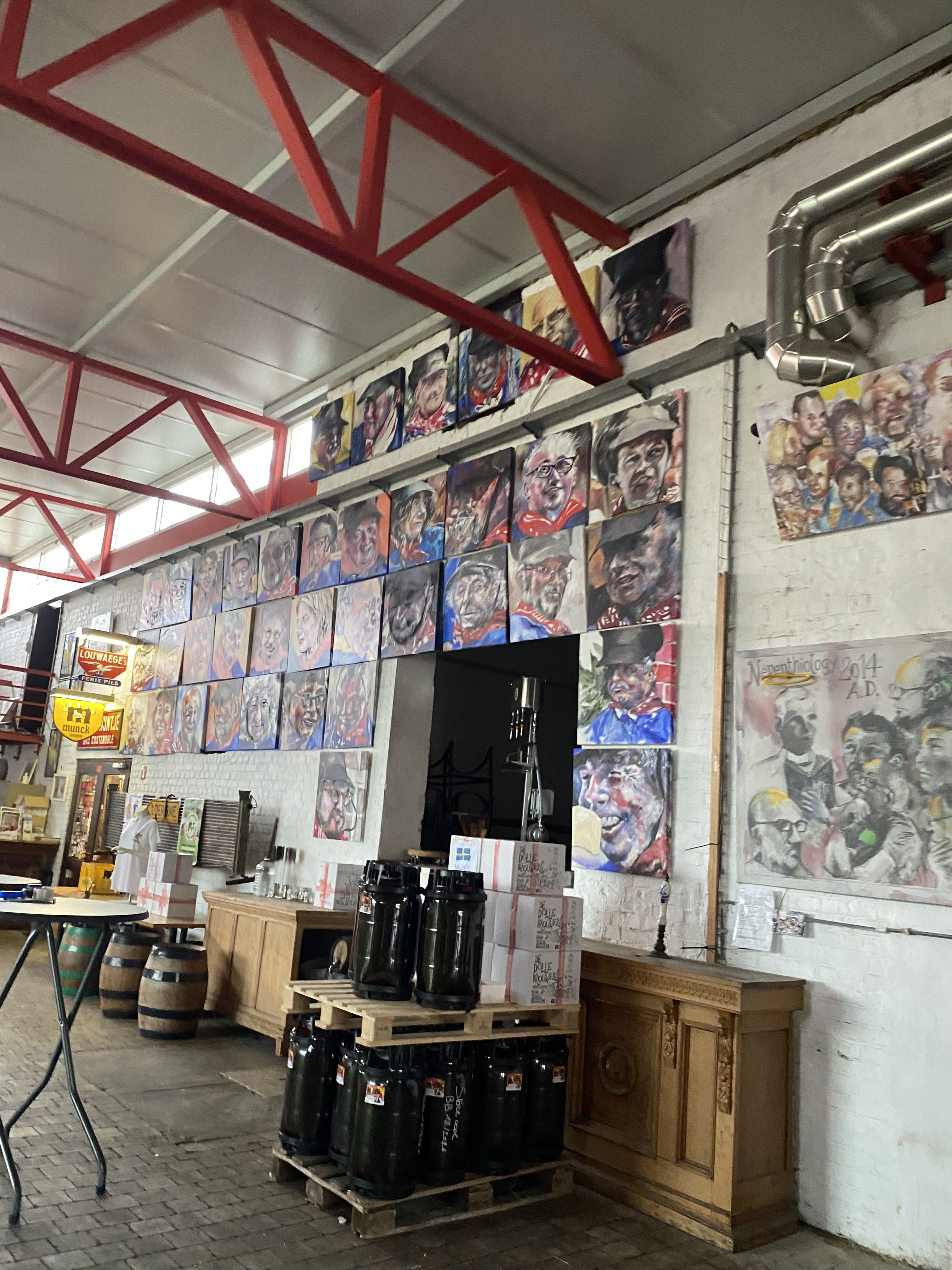
Cartoons ingang